# Фюзеляж

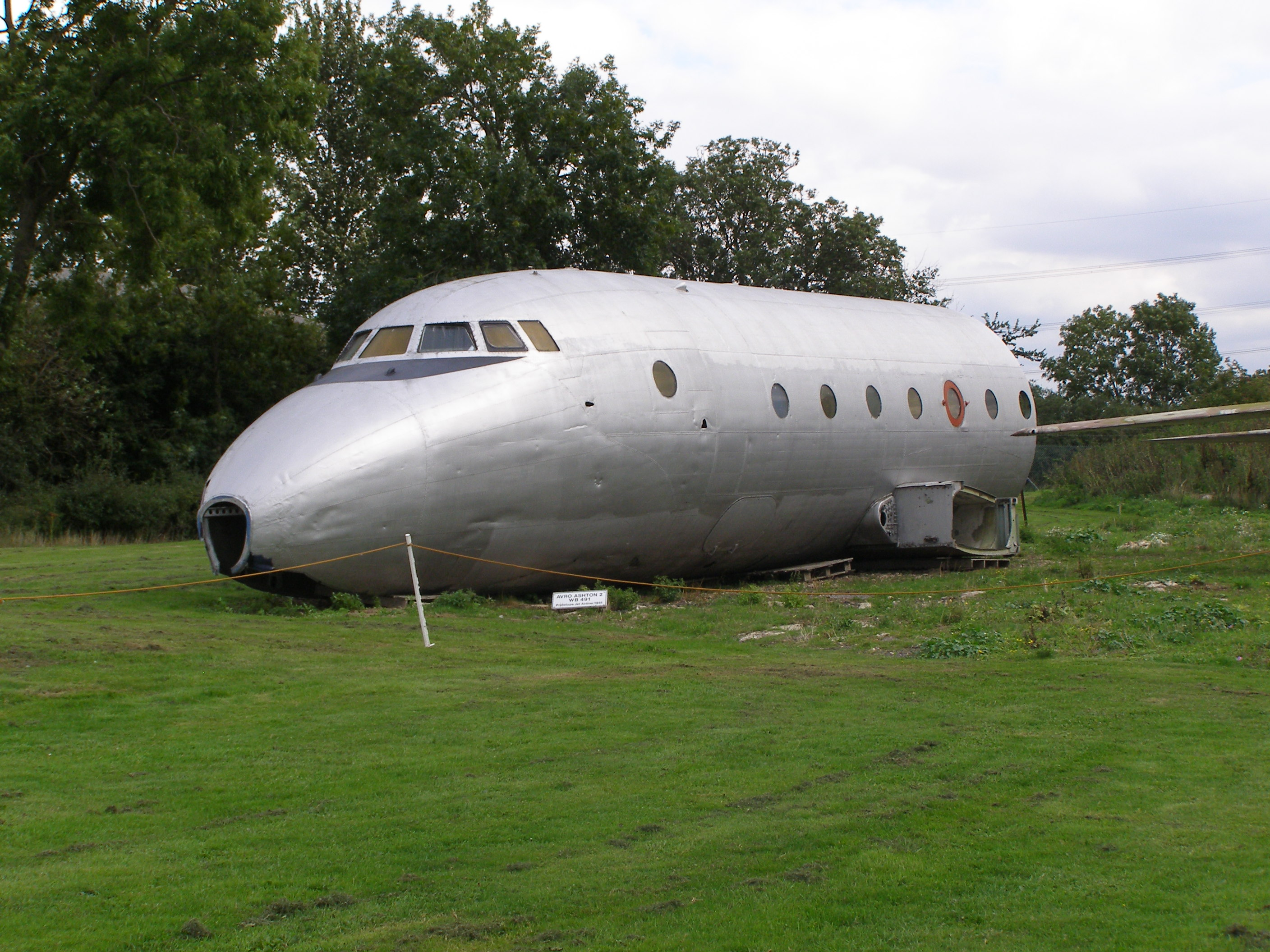
Передняя часть утилизированного Avro Ashton

Фюзеля́ж (фр. fuselage, от fuseau с фр. — «веретено») — корпус летательного аппарата. Связывает между собой консоли крыла, оперение и (иногда) шасси.
Фюзеляж пилотируемого летательного аппарата (например, самолёта) предназначен для размещения экипажа (см. кабина экипажа), оборудования, пассажиров, грузов и другой целевой нагрузки. В фюзеляже может размещаться топливо, шасси, двигатели.
Конструкция самолёта типа летающее крыло, в утолщённой части которого размещается всё, что обычно размещают в фюзеляже, традиционно считается бесфюзеляжной, потому рассматривается отдельно.

## Общие сведения
Являясь строительной основой конструкции самолёта, он объединяет в силовом отношении в единое целое все его части. Основным требованием к фюзеляжу является выполнение им своего функционального назначения в соответствии с назначением самолёта и условиями его использования при наименьшей массе конструкции фюзеляжа.
Выполнение этого требования достигается:
- выбором таких внешних форм и значений параметров фюзеляжа, при которых получаются минимальное его лобовое сопротивление и наибольшие полезные объёмы при определившихся габаритах;
- использованием несущих фюзеляжей, создающих значительную (до 40 %) подъёмную силу в интегральных схемах самолёта (например, Ту-160). Это позволяет уменьшить площадь крыла и снизить его массу;
- рациональным использованием полезных объёмов за счёт повышения плотности компоновки, а также за счёт более компактного размещения грузов вблизи ЦМ. Последнее способствует уменьшению массовых моментов инерции и улучшению характеристик маневренности, а сужение диапазона изменения центровок при различных вариантах загрузки, выгорании топлива, расходе боеприпасов обеспечивает большую стабильность характеристик устойчивости и управляемости самолёта;
- согласованием силовой схемы фюзеляжа с силовыми схемами присоединённых к нему агрегатов. При этом необходимо обеспечить: надёжное крепление, передачу и уравновешивание нагрузок от силовых элементов крыла, оперения, шасси, силовой установки на силовых элементах фюзеляжа; восприятие массовых сил от целевой нагрузки, оборудования и от конструкции фюзеляжа, а также от аэродинамической нагрузки, действующей на фюзеляж, и нагрузки от избыточного давления в гермокабине.
- Должно быть обеспечено удобство подходов к различным агрегатам, размещённым в фюзеляже, для их осмотра и ремонта; удобство входа и выхода экипажа и пассажиров, выброса десантников и вооружения, удобство погрузки, швартовки и выгрузки предназначенных для перевозки грузов. Пассажирам и экипажу должны быть обеспечены необходимые жизненные условия и определённый уровень комфорта при полёте на большой высоте, тепло- и звукоизоляция кабин, возможность быстрого и безопасного аварийного покидания самолёта, экипажу — хороший обзор.

### Нагрузки, действующие на фюзеляж
В полёте и при посадке на фюзеляж действуют следующие нагрузки:
- силы, передающиеся на фюзеляж от присоединённых к нему частей самолёта — крыла, оперения, шасси, силовой установки и др.,
- массовые инерционные силы агрегатов, грузов, оборудования, расположенных в фюзеляже, и инерционные силы от собственной массы конструкции фюзеляжа,
- аэродинамические силы, распределённые по поверхности фюзеляжа,
- силы избыточного давления в герметических кабинах, отсеках оборудования, каналах воздухозаборников.

Перечисленные нагрузки с учётом принципа Д’Аламбера полностью уравновешены на фюзеляже.
С точки зрения строительной механики фюзеляж можно рассматривать как коробчатую балку, закреплённую на крыле и загруженную перечисленными выше нагрузками. В любом сечении такой балки действуют вертикальные и горизонтальные составляющие перерезывающих сил, изгибающих моментов, а также крутящий момент. В герметичных отсеках к этим нагрузкам добавляются усилия от избыточного внутреннего давления.

## Виды фюзеляжей
- Узкофюзеляжный
- Широкофюзеляжный
- Однопалубный (напр., МС-21)
- Двухпалубный (напр., Боинг 747)
- Трёхпалубный (напр., A390)[источник не указан 1265 дней]
- Плоскофюзеляжный[источник не указан 1265 дней]

## Внешние формы фюзеляжа
Наивыгоднейшей формой фюзеляжа является осесимметричное тело вращения с плавным сужением в носовой и хвостовой частях. Такая форма обеспечивает минимальную при заданных габаритах площадь поверхности, а значит и минимальную массу обшивки, и минимальное сопротивление трения фюзеляжа.
Круглое сечение тела вращения выгодно по массе и при действии избыточного давления в гермокабинах. Однако по компоновочным и иным соображениям от такой идеальной формы приходится отступать. Так, фонари кабины экипажа, воздухозаборники, антенны радиолокаторов нарушают плавность обводов и приводят к увеличению сопротивления и массы фюзеляжа. Такой же эффект даёт и отступление от плавных форм в хвостовых отсеках фюзеляжа с целью увеличения угла опрокидывания или для укорочения погрузочного люка и рампы.
Поперечное сечение фюзеляжа обычно определяется условиями компоновки грузов, двигателей, пассажирских салонов.

## Конструктивно-силовые схемы фюзеляжа
Наиболее рациональной конструкцией, способной воспринимать все перечисленные выше нагрузки при минимальной собственной массе, является тонкостенная пространственная оболочка, подкрепленная изнутри силовым каркасом. Рациональность такой оболочки обеспечивается полноценным использованием её работающей обшивки как при восприятии местной аэродинамической нагрузки, внутреннего избыточного давления, так и в общей силовой работе, которая состоит в том, что обшивка воспринимает всю перерезывающую силу, весь крутящий момент и участвует в восприятии изгибающих моментов. Каркасированная оболочка наилучшим образом удовлетворяет и требованиям удобства компоновки, обеспечения технологической простоты, а также живучести и эксплуатационной технологичности. С точки зрения силовой работы такая оболочка рассматривается как тонкостенная коробчатая балка, вследствие чего силовую схему подобных фюзеляжей принято называть балочной.
Используемые ранее фюзеляжи ферменной конструкции неизбежно проигрывают балочным по массе конструкции в связи с тем, что обшивка ферменных фюзеляжей полностью исключена из общей силовой работы, воспринимая только местную воздушную нагрузку и являясь, таким образом, дополнительным конструктивным элементом, увеличивающим массу конструкции. Пространственная ферма затрудняет и компоновку грузов в фюзеляже. Всё это привело к тому, что ферменные фюзеляжи в настоящее время полностью вытеснены балочными и их применение оправдано лишь на лёгких тихоходных самолётах «малой» авиации. Поэтому в дальнейшем ферменные фюзеляжи не рассматриваются.
Балочные фюзеляжи делятся на три основных разновидности:
- лонжеронный
- стрингерный
- обшивочный

Продольный набор балочного фюзеляжа состоит из лонжеронов и стрингеров. Лонжерон отличается от стрингера формой и большей площадью поперечного сечения. Обшивочный фюзеляж продольного набора не имеет. Поперечный набор фюзеляжа состоит из шпангоутов, обеспечивающих сохранение при деформациях заданной формы поперечного сечения оболочки и передачу на обшивку распределённых и сосредоточенных нагрузок. В местах приложения к фюзеляжу больших сосредоточенных сил устанавливаются усиленные шпангоуты.
В балочных фюзеляжах перерезывающая сила любого направления полностью воспринимается обшивкой, в которой возникает поток касательных усилий. Закон распределения этих усилий по контуру оболочки зависит от направления внешней нагрузки и от формы поперечного сечения фюзеляжа.
Крутящий момент также полностью воспринимается обшивкой. Поток касательных усилий в этом случае равномерно распределён по периметру оболочки, имеющей, как правило, однозамкнутый контур поперечного сечения.
Восприятие изгибающих моментов фюзеляжа определяется типом балочного фюзеляжа.
В местах вырезов в оболочке устанавливаются силовые окантовки, обеспечивающие передачу всех усилий в зоне выреза.

### Лонжероны и стрингеры
Продольные элементы каркаса, проходящие, как правило, по всей длине фюзеляжа. Совместно с обшивкой они воспринимают нормальные усилия при изгибе фюзеляжа. Простые стрингеры и лонжероны обычно изготавливаются из прессованных или гнутых профилей различного сечения. Стрингеры распределяют нагрузку равномерно по обшивке, лонжероны в свою очередь обеспечивают общую жесткость конструкции.
При больших нагрузках могут использоваться составные лонжероны, состоящие из нескольких соединённых между собой профилей.
Для окантовки больших вырезов в фюзеляже часто используются лонжероны коробчатого сечения — бимсы, которые состоят из прессованных профилей, связанных между собой стенками и обшивкой

### Шпангоуты
Поперечные элементы набора. Делятся на нормальные и усиленные. Нормальные обеспечивают сохранение формы поперечного сечения фюзеляжа. Усиленные шпангоуты устанавливаются в местах передачи на фюзеляж больших сосредоточенных нагрузок. На них располагаются стыковые узлы агрегатов, узлы крепления грузов, двигателей, крупного оборудования, перегородки гермоотсеков и т. п. Силовые шпангоуты могут устанавливаться по границам больших вырезов в фюзеляже. Нормальные шпангоуты обычно имеют рамную конструкцию и изготавливаются штамповкой или фрезеровкой.
Усиленные шпангоуты выполняются в виде замкнутой рамы обычно двутаврового или швеллерного сечения. Рама шпангоута распределяет внешнюю нагрузку по периметру обшивки, поток касательных усилий в которой является опорной реакцией для рамы. Сама рама работает на изгиб, который в основном определяет её сечение. Кроме того, в любом сечении рамы действуют перерезывающая и нормальная силы. Конструктивно такая рама изготавливается сборной или монолитной. В местах установки перегородок силовой шпангоут полностью зашивается стенкой, подкреплённой вертикальными и горизонтальными профилями, или сферической оболочкой с радиально расположенными подкрепляющими элементами.

### Обшивка
Изготавливается из металлических листов, которые формуются по профилю поверхности фюзеляжа, зачастую с приклёпкой стрингеров, и затем крепятся к каркасу (шпангоутам). Стыки листов располагаются на продольных и поперечных элементах каркаса. Возможно, особенно для обшивочных фюзеляжей, применение монолитных оребрённых панелей и слоистой обшивки с лёгким, обычно сотовым, заполнителем. В последнее время получает распространение обшивка из композиционных материалов.

### Соединение элементов каркаса и обшивки
Возможно три способа соединения обшивки с каркасом:
- обшивка крепится только к стрингерам,
- обшивка крепится и к стрингерам, и к шпангоутам,
- обшивка крепится только к шпангоутам.

В первом случае образуются только продольные заклёпочные швы, а поперечные швы отсутствуют, что улучшает аэродинамику фюзеляжа. Незакреплённая на шпангоутах обшивка теряет устойчивость при меньших нагрузках, что приводит к увеличению массы конструкции. Чтобы избежать этого часто обшивку связывают со шпангоутом дополнительной накладкой — компенсатором. Третий способ крепления используется только в обшивочных (бесстрингерных) фюзеляжах.
Сотовидная обшивка крепится к шпангоутам. Она состоит из двух металлических панелей и сердцевины. Сотовая конструкция — шестиугольного вида материал, сделанный из металла. В сердцевине находится клей, что позволяет не использовать заклёпки. Такая конструкция имеет высокое сопротивление деформации и способна передавать напряжение по всей своей поверхности.

### Стыковые соединения отсеков фюзеляжа
Стыки отсеков фюзеляжа балочно-лонжеронной схемы выполняются с помощью стыковых узлов, расположенных только на лонжеронах — точечный стык. Конструктивно для этого используются узлы типа «ухо-вилка» или узлы фитинговой схемы.
Балочно-стрингерные фюзеляжи стыкуются по принципу контурного стыка с расположением стыковых фитингов по всему периметру стыкового шпангоута с обязательной силовой связью обшивки и всех стрингеров стыкуемых частей фюзеляжа. Балочно-обшивочные фюзеляжи обычно соединяются фланцевым стыком, обеспечивающим силовую связь обшивок стыкуемых частей по всему контуру. Это по сути контурный стык с единым стыковым элементом — уголка, полосы и т. п.

## Крепление агрегатов самолёта к фюзеляжу
Узлы крепления агрегатов к фюзеляжу устанавливаются на усиленных шпангоутах, которые выполняют роль жёсткого диска, обеспечивая распределение сосредоточенных нагрузок по всему периметру оболочки фюзеляжа. Для передачи сосредоточенных нагрузок продольного направления стыковые узлы агрегатов должны быть связаны с усиленными продольными элементами фюзеляжа. Для уменьшения массы конструкции фюзеляжа всегда желательно уменьшать число усиленных шпангоутов, размещая на одном шпангоуте узлы крепления нескольких агрегатов.

### Крепление крыла и стабилизатора
Принципиальной особенностью стыка крыла с фюзеляжем является способ уравновешивания изгибающих моментов консолей крыла в этом стыке. Наиболее рациональным считается уравновешивание изгибающих моментов левой и правой консоли крыла на центроплане, пропущенном через фюзеляж. Для лонжеронных крыльев с этой целью достаточно пропустить через фюзеляж только лонжероны, на которых и произойдёт уравновешивание изгиба.
Для кессонных и моноблочных крыльев через фюзеляж обязательно должны пропускаться целиком все силовые панели крыла.
В том случае, когда по компоновочным причинам пропуск через фюзеляж силовых элементов крыла невозможен, замыкание изгибающих моментов слева и справа должно выполняться на силовых шпангоутах фюзеляжа. Такое решение применимо лишь для лонжеронных крыльев, у которых число лонжеронов невелико. Кессонные и моноблочные крылья требуют большого числа силовых шпангоутов для замыкания силовых панелей, что конструктивно выполнить очень трудно. В этом случае следует отказаться от указанных силовых схем крыла и перейти на лонжеронную схему.
Перерезывающая сила крыла с каждой его половины должна передаваться на фюзеляж. С этой целью стенки лонжеронов и дополнительные продольные стенки крыла стыкуются с силовыми шпангоутами. На эти же силовые шпангоуты обычно опираются и бортовые нервюры крыла, которые, собирая с замкнутого контура крыла крутящий момент, передают его на эти опорные шпангоуты. Часто для передачи крутящего момента обшивка крыла и фюзеляжа соединяется по контуру стыковочным уголковым профилем.
Крепление стабилизатора к фюзеляжу принципиально ничем не отличается от схемы стыковки крыла. Ось вращения управляемого стабилизатора обычно закрепляется на одном или двух силовых шпангоутах фюзеляжа.

### Крепление киля
Крепление киля к фюзеляжу требует обязательной передачи его изгибающего момента на фюзеляж. С этой целью каждый лонжерон киля соединяется с силовым шпангоутом стеночной или рамной конструкции.
Если позволяют условия компоновки, то используется «мачтовая» заделка лонжерона в двух точках, разнесённых по высоте силового шпангоута. Стреловидный лонжерон киля имеет излом в точке пересечения с силовым шпангоутом, что требует обязательной постановки в этом сечении бортовой усиленной нервюры или усиленной балки на фюзеляже. От них можно избавиться, если силовой шпангоут поставить наклонно к оси фюзеляжа так, чтобы его плоскость являлась продолжением плоскости стенки лонжерона киля. Но такое решение вызывает значительные технологические трудности при изготовлении наклонного шпангоута и сборке фюзеляжа.

### Крепление шасси и двигателей к фюзеляжу
Крепление двигателей к фюзеляжу осуществляется как внутри к усиленным элементам каркаса, так и снаружи на специальных пилонах. Крепление пилонов к фюзеляжу подобно креплению стабилизатора или крыла.

## Вырезы в фюзеляже
Вырезы под двери, окна, фонари, люки, ниши шасси, боевой нагрузки нарушают замкнутость контура оболочки фюзеляжа и резко снижают её крутильную и изгибную жесткость и прочность. Компенсировать эти потери можно путём создания по контуру выреза достаточно жесткой рамной окантовки. При малых размерах выреза такая окантовка создается в виде монолитной конструкции, получаемой штамповкой из листа или другими способами изготовления.
Большие вырезы окантовываются по торцам силовыми шпангоутами, а в продольном направлении усиленными лонжеронами или бимсами, которые не должны заканчиваться на границах выреза, а продолжаться за силовые шпангоуты (плечо В), обеспечивая жёсткую заделку этих продольных элементов.
Крепление шасси выполняется к усиленным шпангоутам и продольным балкам в нижней части фюзеляжа.
Обшивки киля и фюзеляжа обычно соединяются стыковочным уголком по контуру киля.

## Гермоотсеки
В гермокабинах при полёте на больших высотах поддерживается избыточное давление до 40—60 кПа. Наиболее рациональной формой гермоотсека, обеспечивающей его минимальную массу, является сфера или немного уступающая ей по выгодности — цилиндр со сферическими днищами. Шпангоут в стыке цилиндра со сферическим сегментом за счёт перелома обшивки испытывает достаточно большие сжимающие нагрузки и должен быть усилен. Обшивка в таких отсеках при нагружении избыточным давлением полностью избавлена от изгибных деформаций и работает только на растяжение.
Однако, по компоновочным соображениям иногда приходится отступать от этих рациональных форм, что неизбежно приводит к увеличению массы конструкции. Плоские и близкие к ним панели для обеспечения необходимой изгибной жесткости при восприятии избыточного давления должны иметь достаточно мощное подкрепление в виде продольных и поперечных рёбер (балок) или изготавливаться в виде трёхслойных конструкций.
В конструкциях герметичных отсеков должна быть обеспечена надёжная герметизация по всем заклёпочным и болтовым швам. Герметизация швов обеспечивается прокладыванием между соединяемыми элементами специальных лент, пропитанных герметиком, промазыванием швов невысыхающей замазкой, покрытием швов жидким герметиком с последующей горячей сушкой. В местах стыка листов обшивки используются многорядные заклёпочные швы с малым шагом заклёпок.
С помощью специальных гермоузлов обеспечивается уплотнение выводов проводки управления, трубопроводов, электрожгутов и т. п.
Особое внимание уделяется герметизации фонарей, люков, дверей, окон, что обеспечивается специальными уплотнительными устройствами в виде резиновых лент, жгутов, прокладок, надувных трубок.